# Ascanio Mayone
Ascanio Mayone   (Nàpols, 1570 (Gregorià) - Nàpols, 9 de març de 1627) fou un compositor i arpista napolità.
Es va formar com a alumne de Jan van Macque a Nàpols i hi va treballar a "Santissima Annunziata Maggiore" com a organista des del 1593 i mestre de capella del 1621; També fou organista a la capella real des de 1602. Va publicar madrigals, però la seva obra principal són els seus dos volums de música de teclat, Capricci per sonar (1603, 1609). Aquests contenen canzones, tocates, variacions i arranjaments de peces vocals, moltes de les quals són distintivament barroques i no d'estil renaixentistes.

## Treballs
- Il Primo libro di divers capricci per sonare, Nàpols, 1603 (edició moderna de Christopher Stembridge, Pàdua, 1981)
- El primer llibre de madrigals, 5 vv, Nàpols, 1604 (parcialment danyat en part)
- Primo libro di ricercari a 3, Nàpols, 1606, (edició moderna F. Sumner: música instrumental italiana dels segles XVI i principis del XVII ; vol. 18, Edició Garland, Nova York, 1995)
- Llibre Secondo de diversos capricci per sonare, Nàpols, 1609 (edició moderna de Christopher Stembridge, Pàdua, 1984)
- 2 madrigals al teatre de madrigali a cinque voci. De diversos excel·lents. musici napoletani ..., Nàpols 1609 (facials. parcialment danyades)
- Messe e vespri, 8vv
- Laetatus sum, 9vv
- Magnificat, 8vv